# Nastapoka Islands
Die Nastapoka Islands (französisch Îles Nastapoka) bilden eine 165 km lange Inselkette im Osten der Hudson Bay. Der knapp 5 km breite Nastapoka Sound trennt die Inseln von der Westküste der Labrador-Halbinsel.  
Die Inselgruppe besteht aus 18 größeren Inseln.
Diese erreichen Höhen von bis zu 115 m und weisen Breiten bis zu 4 km auf.
Die Inseln gehören politisch zur Qikiqtaaluk-Region des kanadischen Territoriums Nunavut.
Es wurde früher angenommen, dass der Inselbogen durch einen Meteoriteneinschlag
entstanden sein könnte. Es wurde jedoch keine Breccie auf den Inseln gefunden, so dass diese These verworfen wurde. Heute glaubt man, dass die auffällige Form eines Kreisbogens durch die Kollision zweier Festlandskerne entstanden ist.
Inseln des Inselbogens von Norden nach Süden:
- McTavish Island
- Broughton Island
- Nicholson Island
- Davieau Island
- Christie Island
- Mowat Island
- Gordon Island
- Miller Island
- Taylor Island
- Gillies Island
- Curran Island
- Armstrong Island
- Clarke Island
- Luttit Island
- Anderson Island
- Ross Island
- Belanger Island
- Flint Island